# 奥州市立広瀬小学校
奥州市立広瀬小学校（おうしゅうしりつ ひろせしょうがっこう）は、岩手県奥州市江刺にあった公立小学校。略称は広小（ひろしょう）。
2022年度を以って奥州市立江刺ひがし小学校への統合に伴い、閉校した。

## 沿革
- 1873年（明治6年）4月1日 -「軽石小学校『軽石村』」「鴨沢小学校『鴨沢村』」「歌書小学校『歌書村』」として各寺の一角に開校[2][3][4]。
- 1908年（明治41年）4月1日 -「石沢」「歌書」「一ノ関」の3校を統合し、「広瀬尋常小学校」として開校[5]。
- 1909年（明治42年）
  - 4月1日 - 石沢分教場を設置。高等科を併設[3]。
  - 5月12日 - 新校舎を落成[3][5]。
- 1941年（昭和16年）
  - 4月1日 - 国民学校令施行に伴い、「広瀬国民学校」に改称[3]。
  - 5月12日 - 校舎を改築[3]。
- 1947年（昭和22年）4月1日 -「広瀬村立広瀬小学校」に改称。石沢分教場が「石沢分校」に改称[3][5]。
- 1955年（昭和30年）2月10日 - 町村合併に伴い、所在地が江刺町広瀬となり「江刺町立」に改称。
- 1958年（昭和33年）
  - 7月20日 - 校歌（作詞：佐伯郁郎、作曲：鷹皆洋一）を制定[3]。
  - 11月3日 - 市制施行に伴い、所在地が江刺市広瀬となり「江刺市立」に改称。
- 1959年度（昭和34年度）- 校旗・校章を制定[6]。
- 1966年（昭和41年）
  - 4月1日 - 石沢分校を統合[3][5]。
  - 5月4日 - 学校給食の提供開始[3]。
- 1978年（昭和53年）3月31日 - 隣接する江刺市立広瀬中学校が閉校[7]。
- 1979年（昭和54年）5月26日 - 新校舎を落成[3][5]。
- 1980年（昭和55年）3月31日 - 体育館を落成[3]。
- 1981年（昭和56年）- 校長の要望により、郷土芸能である鴨沢念仏剣舞に基づいた「広小剣舞」の伝承活動を開始[3][2][1]。
- 1983年（昭和58年）7月25日 - 屋外プールを落成[3]。
- 2003年（平成15年）5月26日 - 宮城県沖地震により、各施設が被災[3]。
- 2006年（平成18年）2月20日 - 市町村合併に伴い、所在地が奥州市江刺区広瀬となり「奥州市立」に改称[8]。
- 2008年（平成20年）
  - 6月14日 - 岩手・宮城内陸地震により、体育館が被災[3]。
  - 9月30日 - 体育館の復旧工事が完工[3]。
- 2009年（平成21年）5月13日 - 校舎玄関前を舗装[3]。
- 2011年（平成23年）3月11日 - 東北地方太平洋沖地震により、各所が被災[3][9]。
- 2018年（平成30年）4月1日 - 地域自治区の廃止に伴い、所在地が奥州市江刺広瀬に変更[8]。
- 2021年（令和3年）3月 - 奥州市教育委員会が「奥州市学校再編計画」を策定し、2022年度末での統廃合が決定[10]。
- 2023年（令和5年）
  - 3月18日 - 閉校式・閉校記念式典を挙行。記念碑は校門脇に設置[1]。
  - 3月31日 - 奥州市立江刺ひがし小学校（新設）への統合に伴い、閉校[1]。

## 学校目標

### 教育目標
- 明るく心豊かな子ども
- 進んで学習する子ども
- 健康でたくましい子ども

出典：

## 付属施設
主な施設のみ掲載。
- 体育館 - 校舎と渡り廊下で接続
- 屋外プール - 体育館に隣接
- 校庭

## 児童・学級数
2000年度以降の児童数と学級数。
| 年度                                          | 児童数  | 増減 | 学級数 | 増減 | 出典   | 備考             |
| --------------------------------------------- | ------- | ---- | ------ | ---- | ------ | ---------------- |
| 2000（平成12）年度                            | 93      |      | 6      |      | [ 12 ] |                  |
| 2001（平成13）年度                            | 83      | －10 | 6      | 0    | [ 13 ] |                  |
| 2002（平成14）年度                            | 79      | －4  | 6      | 0    | [ 14 ] |                  |
| 2003（平成15）年度                            | 68      | －11 | 6      | 0    | [ 15 ] | 開校130周年      |
| 2004（平成16）年度                            | 60      | －8  | 6      | 0    | [ 16 ] |                  |
| 2005（平成17）年度                            | 62      | 2    | 5      | －1  | [ 17 ] | 複式学級設置     |
| 2006（平成18）年度                            | 61      | －1  | 5      | 0    | [ 18 ] |                  |
| 2007（平成19）年度                            | 56      | －5  | 5      | 0    | [ 19 ] |                  |
| 2008（平成20）年度                            | 55      | －1  | 5      | 0    | [ 20 ] |                  |
| 2009（平成21）年度                            | 54      | －1  | 6      | 1    | [ 21 ] |                  |
| 2010（平成22）年度                            | 57      | 3    | 6      | 0    | [ 22 ] |                  |
| 2011（平成23）年度                            | 51      | －6  | 6      | 0    | [ 23 ] |                  |
| 2012（平成24）年度                            | 46      | －5  | 6      | 0    | [ 24 ] |                  |
| 2013（平成25）年度                            | 48      | 2    | 5      | －1  | [ 24 ] | 開校140周年      |
| 2014（平成26）年度                            | 51（1） | 3    | 6（1） | 1    | [ 24 ] | 特別支援学級設置 |
| 2015（平成27）年度                            | 57（1） | 6    | 6（1） | 0    | [ 24 ] |                  |
| 2016（平成28）年度                            | 51（1） | －6  | 6（1） | 0    | [ 24 ] |                  |
| 2017（平成29）年度                            | 52（1） | 1    | 6（1） | 0    | [ 24 ] |                  |
| 2018（平成30）年度                            | 55（1） | 3    | 6（1） | 0    | [ 24 ] |                  |
| 2019（令和元）年度                            | 48（2） | －7  | 7（2） | 1    | [ 24 ] |                  |
| 2020（令和2）年度                             | 46（2） | －2  | 6（2） | －1  | [ 24 ] |                  |
| 2021（令和3）年度                             | 35（2） | －11 | 6（2） | 0    | [ 24 ] |                  |
| 2022（令和4）年度                             | 37（1） | 2    | 5（1） | －1  | [ 24 ] | 閉校             |
| ※児童数・学級数内の（）は特別支援児童・学級数 |         |      |        |      |        |                  |

## 学区
- 奥州市江刺広瀬（全域）
  - 広瀬第1区 - 第8区

出典：

## 進学先の中学校
- 江刺市立広瀬中学校（江刺市広瀬、現：奥州市江刺広瀬）- 1977年度以前[7]
- 奥州市立江刺東中学校（奥州市江刺玉里）- 1978年度から2021年度[26][7]
- 奥州市立江刺第一中学校（奥州市江刺岩谷堂）- 2022年度[25]

## アクセス
国道456号沿い、広瀬地区の中心集落に位置していた。

### バス
- 「広瀬」バス停（奥州市営バス）から徒歩で約1分

### 自動車
- 国道456号・県道255号の交差点（広瀬字山影）から国道456号経由で約3分

## 周辺
- 国道456号
- 陸中広瀬郵便局
- 奥州市 広瀬地区センター